# سد نقلو
سد نقلو (پشتو: نغلو بریښناکوټ) یک سد وزنی بر روی رود کابل در ولسوالی سروبی در ولایت کابل افغانستان می‌باشد. این سد در ٧۰ کیلومتری شرق کابل، پایتخت کشور قرار دارد. استفادهٔ اصلی از این سد به منظور تولید برق آبی است. این سد یک نیروگاه با ظرفیت ۱۰۰ مگاوات برق را پشتیبانی می‌کند که روی شبکهٔ سراسری افغانستان و بزرگ‌ترین نیروگاه کنونی این کشور است. این نیروگاه حدود ۱۰۰٬۰۰۰ خانوار را در منطقهٔ کابل برق‌رسانی می‌کند.

## مشخصات
سد نقلو ۱۱۰ متر ارتفاع، ۲۸۰ متر طول، و مخزن سد آن ظرفیت انبار ۵۵۰ میلیون متر مکعب آب را دارد. مدیریت این سد و مخزن آن با وزارت انرژی و آب افغانستان است و توسط شرکت برشنا اداره می‌شود.

## تاریخچه
ساختمان سد نقلو با هزینهٔ مالی و نظارت اتحاد شوروی میان سال‌های ۱۹۶۰ تا ۱۹۶۸ انجام شد. نخستین ژنراتور آن در همان سال ۱۹۶۷ مشخص شد. پس از سقوط جمهوری دمکراتیک افغانستان تحت‌الحمایهٔ شوروی، نیروگاه در دست هواداران گلبدین حکمتیار بود و به عنوان وسیله‌ای برای محروم کردن کابل از برق استفاده می‌شد. در دههٔ ۱۹۹۰ این نیروگاه فرسوده شده و برق خیلی کمی تولید می‌کرد. در سال ۲۰۰۱ فقط دو ژنراتور این نیروگاه قابل استفاده بودند.
در اوت ۲۰۰۶، وزارت انرژی و آب افغانستان طی یک قرارداد ۵/۳۲ میلیون دلاری بازسازی دو ژنراتور از کار افتاده و جایگزینی ترانسفورماتورها را به شرکت روسی تکنوپروم‌اکسپورت سپرد. یکی از دو ژنراتور در سپتامبر ۲۰۱۰ بکار افتاد و ترانسفورماتورها تا سال ۲۰۱۲ جایگزین شدند. هزینهٔ بازسازی توسط بانک جهانی تأمین شد. ژنراتور دوم نیز تا آوریل ۲۰۱۸ به وضعیت کاری برگشت. در ژانویهٔ ۲۰۱۶ بانک جهانی ۸۳ میلیون دلار جهت کمک به بازسازی کامل سد نقلو به افغانستان پرداخت. از آوریل ۲۰۱۹ هر چهار ژنراتور نیروگاه مشغول به کار شدند.